# Paired-Pulse Facilitation
Als Paired-Pulse Facilitation (engl. Facilitation für „Erleichterung“, „Bahnung“, „Unterstützung“) bezeichnet man in der Neurophysiologie, speziell in der Elektrophysiologie, das Phänomen einer verstärkten postsynaptischen Antwort bei zweimaliger (paired pulse) Stimulation des präsynaptischen Eingangs. Es ist eine Form der synaptischen Kurzzeit-Plastizität. Ein Beispiel für eine Synapse mit Paired-Pulse Facilitation ist die Parallelfasersynapse der Purkinjezelle, eine Synapse zwischen den Körnerzellen und Purkinjezellen im Kleinhirncortex.
Die Paired-Pulse Facilitation tritt dabei nur auf, wenn zwischen erstem und zweitem Stimulus ein bestimmter Zeitintervall nicht überschritten wird (meist im Millisekunden bis Sekundenbereich). Mit zunehmendem zeitlichen Abstand zwischen beiden Impulsen (pulse) klingt die Paired-Pulse Facilitation ab. Bei häufiger Stimulation erreicht die Amplitude der postsynaptischen Antwort eine Sättigung, und es findet keine weitere Verstärkung mehr statt. 
Es gilt inzwischen als gesichert, dass die Paired-Pulse Facilitation weitgehend präsynaptisch verursacht wird. Die Antwort auf den zweiten Stimulus ist größer als die auf den ersten, weil in der präsynaptischen Endigung die Wahrscheinlichkeit der Transmitterfreisetzung gegenüber dem ersten Puls erhöht ist. Ursache dafür ist eine höhere Konzentration sogenannter freier Kalzium-Ionen, die für die Aktivierung der Exozytose der synaptischen Vesikel zur Verfügung stehen. 
Die Paired-Pulse-Facilitation ist eine charakteristische Eigenschaft von Synapsen mit generell geringer Wahrscheinlichkeit der Freisetzung von Neurotransmitter (geringe release probability). Das bedeutet, dass durch das erste Aktionspotential der Vorrat an synaptischen Vesikeln, die für die Verschmelzung unmittelbar zur Verfügung stehen (readily releasable pool) noch nicht erschöpft ist. Durch die höhere Kalziumkonzentration nach Eintreffen des zweiten Aktionspotentials kann dann eine höhere Anzahl von Vesikeln freigesetzt werden bzw. es beteiligen sich mehr präsynaptische Endigungen an der Freisetzung.